# Zelený svět
Zelený svět (v anglickém originále Tin Cup) je americká filmová sportovní romantická komedie z roku 1996, kterou napsal a režíroval Ron Shelton. V hlavních rolích se představili Kevin Costner a Rene Russo, ve vedlejších Cheech Marin a Don Johnson. Film získal vcelku pozitivní hodnocení kritiků a v pokladnách kin si vedl průměrně, když při rozpočtu 45 milionů dolarů utržil 75,8 milionu dolarů. Costner získal nominaci na Zlatý glóbus za nejlepší mužský herecký výkon ve filmu – muzikál nebo komedie. 

## Děj
Roy „Tin Cup“ McAvoy je bývalý golfový talent, který promarnil šanci stát se profesionálem, když v závěru kvalifikace na PGA Tour riskoval místo bezpečné rány. Nyní provozuje zchátralé golfové odpaliště v Texasu a tráví čas s kamarádem Romeem Posarem.
Jednoho dne dorazí na lekci golfu psycholožka Dr. Molly Griswold, přítelkyně úspěšného golfisty Davida Simmanse, Royova bývalého spoluhráče z univerzity. Roy ji okamžitě zaujme. Druhý den se Simms objeví v Royově přívěsu, ale místo nabídky hry ho chce jen jako kedyho na charitativní turnaj. Během hry Roy kritizuje Simmsovu opatrnost při ráně přes vodní překážku, sám ji zahraje a je okamžitě vyhozen.
Aby Simmsovi dokázal svůj talent a získal Molly, rozhodne se Roy kvalifikovat na U.S. Open. Molly odmítá jeho pokusy o romanci, ale souhlasí, že mu pomůže jako sportovní psycholožka. Roy hraje skvěle, ale kvůli riskantnímu stylu se pohádá s Romeem, který ho opustí. I přes frustraci postoupí dál a nakonec se kvalifikuje na U.S. Open, kde se Romeo vrátí, aby mu pomohl s technikou.
První kolo turnaje Roy hraje s kocovinou a pokazí ho, ale pak se vzchopí a senzačně projde cutem. Ve finále bojuje o vítězství, ale opakovaně se snaží zahrát riskantní ránu přes vodu, až vyčerpá všechny pokusy. Nakonec na poslední možný pokus dostane míček na green a do jamky. Přichází o šanci vyhrát, ale Molly ho utěšuje – lidé si budou pamatovat jeho úžasnou ránu.
Zpět v Texasu mu Molly připomene, že se automaticky kvalifikoval na další ročník U.S. Open, a film končí vášnivým polibkem.